# 松本トモキ
松本 トモキ（まつもと トモキ、10月31日 - ）は、日本の漫画家・漫画原作者・イラストレーター。

## 概要
『ガンガンパワード』（スクウェア・エニックス）にて、『プラナス・ガール』の読み切りが掲載されデビュー。その後、同作品を『月刊ガンガンJOKER』創刊号（2009年5月号）より初連載。

## 主な作品

### 連載
- プラナス・ガール（『月刊ガンガンJOKER』、スクウェア・エニックス、全6巻）
- 制服のヴァンピレスロード（『月刊ガンガンJOKER』、スクウェア・エニックス、全3巻）

### アンソロジー
- プラナス・ガール1.5（『女装少年アンソロジー』、スクウェア・エニックス）

### イラスト
- 「四季（秋）」（『ガンガンONLINE』、2008年10月30日）

### その他
- 私がモテないのはどう考えてもお前らが悪い!（テレビアニメ第8話エンドカードイラスト）

### 原作
- 囿者は懼れず（『ガンガンONLINE』、2021年9月8日 - 連載中、作画：LOSA、既刊3巻）